# 사회 운동
사회 운동(社會運動, 영어: social movement) 또는 시민 운동(市民運動), 민중 운동(民衆運動)은 기존의 사회 구조와 제도를 변화·개선시키기 위하여 대중과 시민이 자발적으로 참여하는, 조직적이고 집합적이며 연속적인 다양한 행동을 의미한다. 사회 운동은 때로 시민 운동, 민중 운동, 인권 운동 등과 다른 차원에서 논의되기도 하나 오늘날 이를 다 포괄하여 사회 운동이라 한다. 단, 20세기 초까지만 해도 서구적 맥락에서 사회 운동은 근본적인 사회 변혁을 추구하는 노동자계급에 의한 사회주의 운동을 뜻했다. 한국에서의 최초의 시민 운동은 1896년 등장한 독립협회와 만민공동회로 서재필, 윤치호 등의 지식인들 중심으로 민권 운동, 참정권 운동, 의회 설립 운동, 노비 제도 폐지 운동 등을 주장하기 시작한 것이 시발점이 되었다.

## 총설
현대는 사회 운동의 시대라고 해도 과언이 아니다. 현대 사회의 대다수 사람들은 어떤 형태로든 사회 운동과 관계를 갖고 있으며, 그것을 통하여 자기의 권리와 이익을 지키거나 확대하거나 하면서, 혹은 여러 가지 경험을 축적하고 교류하면서 생활을 영위하고 있다. 사회 운동은 현대 생활과 깊게 결부되고 있는 것이다.
사회 운동은 자본주의 사회가 갖는 구조상의 모순으로부터 일어나는 대립·알력·항쟁 등의 가운데서 명확한 목표를 갖고, 목표 달성에 필요한 조직·규율·지속성 등을 갖추며, 그러면서도 어느 정도의 사회적 영향력을 가진 운동을 가리키는 것이다. 그 때문에 자본주의 사회에 있어 계급 대립을 떠나서 사회 운동을 이해할 수는 없다. 자본주의 사회는 자본가 대 노동자의 계급 대립과 항쟁을 중심으로 하여 변동하고 있고, 그것을 둘러싸고 여러 계급, 계층의 복잡한 이해 관계가 만들어지고 있는 것이지만, 사회 운동은 이 이해 관계가 조화될 수 없다는 사실 위에서 성립하고 전개된다. 자본주의 경제의 발전은 노동자에게 빈곤·실업·상병(傷病) 등의 고통을 요구하면서 달성되었지만, 대량 생산을 위한 공장제 대공업이나 협업·분업의 노동 조직은 노동자가 공통의 이해를 자각하고 단결하여 상대에게 대항하는 것이 중요하다는 것도 가르쳐 주었다. 노동자는 극히 적은 불만이나 곤란을 제거하기 위해 온건한 형태로 서서히 운동을 시작하고 그 경험을 통하여 점차로 성장하여 왔다.
이 성장은 다음 4가지 표지(標識)로 알 수 있다. 우선 목표가 분명해야 한다. 여러 가지 모양으로 나타나는 생활상의 곤란 가운데 무엇을 해결하는 것이 가장 중요한가, 무엇을 획득하는 것이 가장 긴요한가 하는 점이다. 다음에는 이 목표를 달성하려 할 때 무엇이 최대의 상대(敵)인가가 확정된다. 동시에 그때에 자기편(友軍)도 확정된다. 그리고 최후로 적과 자기편의 역관계를 전제로 하여 필요한 조직·자금·전술 등이 정해진다. 그러나 현대의 사회 운동에 있어서는 이 4가지 문제가 용이하게 해결되고 교정되는 일은 오히려 드물다. 독점 자본의 일방적인 고물가(高物價) 압박에는 중소 자본가나 노동자나 농민이 공통된 적의(敵意)를 가지고 있지만, 농산물의 가격 문제는 농민만의 이익이고 노동자의 생활을 괴롭게 하는 것은 아니라고 보기 쉽다. '전쟁과 빈곤'을 근절하기 위해 사회주의 사회의 실현을 도모하면 노동자와 급진적인 소시민의 제휴는 쉽게 생기지만, 사유 재산(생산수단의 사유)을 잃을까 두려워하여 중소 자본가도, 농민도 꽁무니를 뺀다. 또 농민 가운데도 대규모적인 자작농과, '품팔이'로 겨우 생활하는 영세 농민 사이에는 다른 점이 있고, 노동자 가운데에도 화이트칼라와 블루칼라, 대기업 노동자와 소기업 노동자, 제2차 산업 노동자와 제3차 산업 노동자 등 복잡한 상위점이 포함되어 있다.
특히 계급·계층의 복잡한 구성은 사회 운동에 있어서 중요한 의미를 갖는 사상이나 사회 의식 상에 강력한 영향을 미친다. 이것을 한마디로 말하면 '존재와 의식'의 분열에 관한 문제이다. 예를 들면 샐러리맨이 저임금으로 단순한 사무 노동에 종사하고 있으면서도 '현장'에서 일하는 노동자와는 다르다고 하는 의식을 갖기 쉽다는 것은 잘 알려져 있다. 또 현대 사회에 있어서는 이 분열을 크게 촉진하는 것으로서 매스컴과 소비 문화의 발달을 주목하지 않으면 안된다. 매스컴은 지배 계급의 손에 장악되어 있어 일방적으로 대량의 커뮤니케이션을 전달하는데, 그 가운데에는 계급 의식을 약화하고 목표를 혼란시키며 자기편을 착각하도록 하는 의도가 들어 있다. 또 'OO붐'이라고 하여 계획적으로 조작, 광고되는 소비·오락생활의 운동에도 마찬가지 정치상의 이익이 들어 있다고 할 수 있다. 그러나 동시에 매스컴을 보고 듣는 국민 대중의 동향을 전혀 무시하고서는 영리 사업으로서의 신문·방송업은 존속할 수 없고, 또 소비 문화의 파행적(跛行的) 발달은 사람들을 간접적·기분적으로 몰아가고 고물가 정책 등에 대한 반발을 유인하게 하는 점 등도 지적할 수 있다.
사회 운동의 주된 계층은 공장노동자, 소규모 농부, 빈민 이른바 약자, 하층민, 소외계층으로 이들이 주장하거나 호소할 수 있는 수단이 되나, 근래들어 기득층이나 여유계층이 주장하기에는 무리가 있어 운동권 내지 사회 운동의 의미가 퇴색된다.

## 종류
개혁적 사회 운동: 기본적으로 기존 체제를 인정하면서 합법적으로 최대한의 사회개혁을 도모하는 점진적 운동이다. 그러나 개혁적이라 해서 언제나 제도적 틀 안에서만 운동하는 것은 아니다. 체제가 시민의 정당한 사회적 요구를 전혀 수용할 기미를 보이지 않을 때는 여러 수단을 강구하고 비합법적 선택을 하기도 한다. 그것은 합법적인 방법만으로는 사회적 불합리와 모순을 온전히 극복할 수 없다는 사회철학적 현실인식에서 비롯된다. 대부분의 사회 운동은 개혁적 성향을 갖고 있으며 참여연대, 환경운동연합, 경제정의실천시민연합, 인권운동사랑방, 여성운동단체 등에 의한 시민 운동이 이 범주에 속한다.
혁명적 사회 운동: 기존의 사회체제와 질서로는 문제 해결이 불가능하다고 판단하고 정치권력을 교체하려는 급진적 변혁을 추구하는 운동이다. 17, 18세기 부르주아 시민혁명운동과 1917년 러시아 노동자 프롤레타리아혁명이 대표적 사례로 꼽힌다. 한국에서의 동학혁명, 4.19혁명, 광주민중항쟁 등도 혁명운동적 성격을 부분적으로 띠고 있다 하겠다. 혁명 운동은 지배계급과 피지배계급간의 반목과 대립이 격심하고 정부가 무능해져 재정 파탄이 나고 무리한 공권력을 행사할 때 발생할 수 있다. 찰스 틸리(Charles Tilly)에 의하면 혁명은 처음부터 과격한 폭력으로 시작하는 것이 아니고, 국가와의 상호작용의 여하에 따라 폭력으로 발전한다고 한다. 혁명에서의 폭력이 혁명에 본원적으로 내재해 있는 것이 아니라 국가의 선행하는 억압이나 강제 등의 여타 물리력에 대한 대응으로 발생한다는 것이다.
신사회 운동: 사회 운동은 근대사회의 탄생과 함께 대두됐고 노동 운동 중심으로 발전하였다. 반면 현대사회는 급격한 변화로 노동 계급문제외에 수많은 사회문제를 양산하면서, 68 혁명 이후로 인권 운동, 여성 운동, 환경, 생태 운동, 반전, 평화 운동 등으로 불리는 신사회 운동이 발생, 확산되었다. 그러나 여전히 빈부격차, 실업문제 등 노동문제가 사라지기는커녕 증폭되는 상황에서 노동 운동은 사라질 수 없으며 신사회 운동과 병행해서 동시에 활성화될 수밖에 없을 것이 분명하다.

## 한국의 사회 운동

### 경술국치 이전
갑오경장과 을미개혁 이후 신분제가 폐지되기 시작하면서 자율적 영역인 시민사회의 형성과 함께 사회운동도 성장했다. 1896년 서재필의 귀국을 계기로 서재필, 윤치호, 이상재 등의 주도로 일부 시민층과 지식인들이 모여 정치의 잘잘못을 규찰하는 집단인 독립협회와 만민공동회가 개최되었다. 그러나 갑오, 을미개혁 이후에도 노예 제도와 신분제는 잔존했고, 독립협회에서는 1897년 11월 1일부로 노비 해방을 결의하여 지식인들의 동참을 이끌어 내는데 성공한다. 또한 독립협회와 만민공동회는 지도자들의 부재 중에도 자발적으로 안건을 발생, 의결, 정부에 건의하는 형태로까지 발전한다. 이들은 조정에 의회 건립을 상소하여 관철, 한국 최초의 국회인 대한제국 중추원의 설립을 보게 되었다. 그러나 황실에 반역하는 단체로 몰고 가는 황국협회와 근왕파의 탄압으로 1899년 중지되고 만다.

### 일제 강점기
식민지 상황에서는 참정권 운동, 실력 양성 운동, 반봉건, 반제국주의적 민족해방운동이라는 이름으로 3.1운동, 6.10 만세운동, 신간회운동, 노동운동, 여성주의 운동, 항일무장운동 등 다양한 사회운동이 벌어졌다. 조선총독부의 차별, 폭압정책에 대한 반발이 고종의 죽음을 계기로 3.1 운동으로 일어났다. 그러나 200만 명의 소수의 호응 외에 물리적 폭력으로 번지면서 조선총독부의 강경 진압으로 실패하고 만다. 3.1 운동에 대한 반향으로 박중양, 윤필오 등을 중심으로 한 자제단, 이진호의 자성회 등 폭력시위를 자제하자는 시민 운동도 등장한다. 조선총독부의 차별대우는 불만으로 이어져 1926년 순종의 사망을 계기로 6.10 만세 운동, 1929년 전남 광주의 일본인 남학생의 조선인 여학생을 기화로 발생한 광주 학생항일 운동 등으로 이어진다.
1924년부터는 박헌영 등에 의해 공산주의 사상이 국내로 소개되어 조선공산당 결성운동으로 등장한다. 그러나 조선총독부 당국의 계속된 탄압으로 1930년대 이후 공산주의 운동은 지리멸렬해지게 된다. 1920년대에는 조병옥, 김병로, 이인, 허헌, 허정숙 등 좌우를 초월한 사회단체와 명망가들의 연대인 신간회 운동과 신간회의 측면조직으로 나타나 여성 사회 운동 단체로 성장한 근우회 운동 등도 등장하였다. 또 김성수, 송진우, 조만식 등 안창호의 실력양성론에 감화받아 나타난 실력 양성 운동은 민간 자본의 대학설립(민립대학 설립운동), 학교 설립, 국산품 애용운동, 물산 장려 운동 등으로 나타났다. 그밖에 민원식, 이규완 등에 의해 조선인의 참정권을 허용하는 참정권 운동 등도 등장하였다. 또한 일제 강점기 초반인 1920년부터는 여성 운동이 등장하였는데, 여성 운동은 단순한 성적 해방, 자유로운 연애, 결혼 등을 추구하는 나혜석, 김일엽 등의 자유주의적 여성 운동과, 허정숙, 정칠성, 정종명 등 남성으로부터의 독립, 해방, 가사노동으로부터의 해방을 추구하는 여성 해방 운동 등으로 나타났다.

### 1945년 8월 15일 이후부터 대한민국 정부 수립 직전
해방 후에는 사회 운동이 폭발하였다. 일제강점기 억압받던 운동들이 자유롭게 활동할 수 있게 됨으로써 민주, 공화주의는 물론 진보주의를 긍정할 만큼 질적인 면에서도 성장한 것이다. 그러나 통일국가 건설을 위한 다양한 운동들은 이념 대립과 함께 극우 계열의 폭력단체인 백의사, 혁신정탐사, 서북청년단, 대한청년단, 족청 등의 활동으로 폭력 유혈사태로 발전하였고, 그밖에 미국과 소련의 개입으로도 왜곡, 억압되면서 열매를 맺지 못하고 분단을 맞아 쇠퇴하고 만다. 6.25 전쟁 이후 독재, 권위주의 통치의 강화로 다시 가혹한 탄압을 받지만 일본 제국주의에 저항했던 정신을 계승해서 반독재 민주화 운동으로 맞선다.

### 이승만 정권 시대
이승만과 자유당 정권은 반공 이데올로기를 내세워 사회운동을 철저히 탄압했다. 일부 사회 운동 세력은 친일파 청산과 통일 운동, 민주주의를 외치며 줄기차게 저항했지만 장기집권 반대 이외의 명분은 야당인 한민당과 민주당에서조차 받아들여지지 않았다. 그럼에도 자유당 정권의 부패와 비민주성은 심화되고 경제난의 가중으로 민중의 불만은 높아만 갔다. 일부 참전 용사들의 생계와 부상 후 취직불능 등으로 인한 사회문제가 야기되면서 퇴역 군인 단체 창립의 필요성이 역설되어 각종 퇴역군인 단체들도 등장하기 시작하였다. 그러나 자유당이 끌어들인 정치 깡패들은 국회의사당에 난입하여 의사 결정을 방해하기에 이르렀고, 1960년 이기붕을 부통령으로 당선시키려는 자유당 일파의 무리수로 촉발된 3.15 부정선거는 4.19혁명 운동으로 발전하여 자유당 정권은 무너지고 새 정부가 들어서면서 민주화 운동은 통일 운동으로까지 발전했다. 그러나 5.16 군사정변으로 사회 운동은 막을 내린다.

### 박정희 정권 시대
박정희 군부 독재정권은 경제와 반공이라는 이데올로기로 대중의 지지를 획득하는 한편, 사회 운동에 대해서는 강력한 저지로 조직적 저항을 할 수 없도록 했다. 그러나 4.19 혁명을 통해 성장한 시민 사회세력의 힘은 박정희가 굴욕적 한일협상을 시도하려 하자, 이명박, 김덕룡 등의 학생들의 주도로 6.3 사태가 발생했다. 6.3 굴욕외교 반대운동은 윤보선, 장택상 등 구정치인을 망라하고, 대중적 지지까지 이끌어내면서 강력한 저항운동을 전개했다. 군부정권의 탄압이 거세지자 이후 투쟁도 폭력, 급진적인 방식으로 맞서 나아기도 했다. 박정희는 장기집권에 따른 국민적 저항이 높아지자 유신헌법과 긴급조치를 발동함으로써 "민주주의의 암흑기"로 불릴 만큼 노골적으로 독재체제를 강화해 나갔다. 최소한의 민주적 제도와 형식적 절차마저 폐지함으로써 사회운동은 반독재, 민주화 운동으로 수렴되었다. 이후 박정희의 김영삼 제거를 기화로 발생한 부마항쟁은 걷잡을 수 없이 확산되어 유신독재를 끝내는 데 성공한다.

### 1980년대
박정희 정권이 붕괴되자 시민들의 사회 민주화 열기는 불타올랐다. 그런데 느닷없는 전두환의 등장과 5·17 쿠데타로 사회 운동은 큰 위기를 맞는다. 그러나 이에 굴하지 않고 일어선 광주시민의 무장항쟁은 한국 사회 운동의 신기원을 이룩한다. 이후 사회 민주주의 운동과 통일, 민족자주, 반미 운동의 밑거름이 되었을 뿐만 아니라 1985년 총선에서는 전두환 정권의 재선 기도, 집권 연장을 무산시킬 수 있는 토대가 되었다. 1987년 6월항쟁과 역사상 최대의 노동 운동으로 기록되는 7, 8, 9월 노동자대투쟁은 한국 사회 운동의 저력을 세계적으로 부각시켜 주었고, 오늘날 노동, 통일, 시민, 여성, 환경, 인권 운동 등의 사회 운동을 지속적으로 성장, 강화시켜 주는 원동력이 되었다. 또한 이승만-박정희 정권에서 억압당하던 교사 노조 운동은 1987년 전교조로 출범하였다. 이들은 노태우 정부의 반대와 전교조 조합원 대량 해고를 견뎌내고 강력한 조직으로 성장하였다.
1988년 전두환 정권의 붕괴 이후에는 성 소수자들의 권리를 요구하는 운동이 나타나기 시작하였다. 이들 게이, 레즈비언, 트랜스젠더 등의 성 소수자은 꾸준한 방송 담론 끝에 1990년대 후반에 가서 각종 성 소수자 인권단체를 조직하기에 이른다. 또한 성적 자유화를 외치던 마광수와 장정일 등의 표현의 자유, 성 담론 자유 운동 역시 전두환, 노태우 정권 하에서 퇴폐, 반사회적 표현으로 지목되다가 1992년 이후 해금조치된다. 그밖에 보수 운동도 확산되기 시작, 친정부 내지는 정부의 부정부패에 반발하던 개인 논객 중심으로 활동하던 보수주의 운동은 이도형, 윤치영 등에 의해 보수적 시민단체 조직으로 이어지게 된다.
1988년 이후에는 장애인 인권 운동도 본격적으로 시작되었다. 1980년대 후반부터 제기된 장애인 인권 운동은 훗날 한국장애인고용촉진공단으로 출발한 한국장애인고용공단의 설립 등의 성과를 거두게 되었다.

### 민주화 이후
군사정권이 몰락하고 민주정부가 출범한 1992년 이후 김영삼 대통령은 특별사면을 단행하여 박노해, 김남주 등 반체제 문인들과 노동운동가, 시민운동가를 대거 석방한다. 구소련과 동유럽 사회주의 국가들의 붕괴로 시민운동계에서는 충격을 받기도 했으나, 1990년대 중반부터는 환경 운동이 확산되기 시작하였고, 1990년대 이후 전국교직원노동조합 등 교사 노조와 교총 등의 교원 단체가 활동하면서 공무원 노조도 창설되어 본격 확산되었다. 
또한 여성 운동도 확산되기 시작하여 호주제 폐지 운동, 여성 차별 철폐 운동, 여성 할당제 등의 정책을 이끌어냈다. 1994년에는 여성 운동에 대한 대안으로 정채기에 의해 남성 운동이 국내에 소개되었다. 1999년부터는 군 가산점 폐지 문제가 공론화되면서 정채기, 성재기 등에 의해 남성 운동이 등장하기도 했다. 1990년대와 2000년 초에는 개별적인 활동으로 유지되던 남성 운동은 1997년 정채기에 의해 한국남성학연구회, 1999년 이경수의 한국남성협의회, 2006년 성재기의 여성부폐지운동본부와 남성연대 등 조직적인 운동으로 발전되었다. 
1992년부터는 기존의 보수 세력이 김영삼, 김대중 정부의 민주화 정책 및 시장경제 정책, 민중 통일 운동에 대한 온화 정책에 반발하여 결집하기 시작, 각종 보수 단체들의 활동도 두드러지게 나타났다. 2001년부터는 기존의 좌파출신 우파전향자들과 기독교계열 중심으로 뉴라이트 운동이 등장하기도 했다.
여성 운동, 장애인 운동, 성 소수자 운동도 민주화 이후 진행 속도가 붙으면서 더욱더 활발한 사회 운동 과제로 떠오르게 하였다. 대표적인 성과는 장애인차별금지법의 제정이 있다.

### 2010년 이후
2010년 이후, 대한민국 사회에서는 소수자 인권 운동, 환경 운동이 활발해졌다. 특히 여성 운동이 대중적 운동으로 발전하여 페미니즘 이슈가 본격적인 사회 이슈로 부각되기 시작하였다. 2010년대의 대표적인 대한민국의 사회 운동은 박근혜 대통령 퇴진 운동이다.

## 분류
운동의 계급·계층적 기초는 노동 운동·농민 운동·시민 운동·학생 운동·청년 운동·여성 운동 등으로 분류할 수 있고 각 특징의 상호 관련을 생각할 수 있다. 그러나 현대 자본주의 사회의 사회 운동에 대해서는 노동 운동을 다른 제운동과 동렬로 분류할 수 없으며, 국민 대중의 이익을 널리 대표하고 제운동에 대해서 선진적·지도적 위치에 있다고 하는 견해가 유력하다.
다음으로 운동 참가자의 양적인 면에 주목하여 '대중 운동'이라는 분류도 설정할 수가 있다. 이것은 반드시 강력한 조직에 가입해 있지 않은 사람들도 참가시키는 운동, 환언하면 운동 참가자의 주변부(周邊部)가 애매하고 유동적이어서 운동의 외부로부터도 지지와 격려가 있고 상황에 따라서는 그것이 확대되거나 축소되는 운동을 말하는 것이다. 이 분류는 논리적으로는 비대중 운동이라는 것을 상정시키지만 사회 운동은 항상 대중 운동으로 확대될 것을 노리고 있는 점으로 미루어 그러한 상정은 의미가 없다. 다만 예외적으로 원래 대중 운동화 할 수 없는 과제나 목표를 내걸고 행해지는 광신적인 혹은 반동적인 운동도 존재하고, 많은 사회 운동이 형성 초기에 곤경에 처하여 대중 운동화 할 수 없는 시기에 조우(遭遇)하는 일도 있다. 이와 같이 대중 운동은 여러 가지 계급·계층에 소속하는 사람들을 참가자로 하면서 목표나 운동을 둘러싼 상황에 따라 생기(生起)·성장하지만 어느 단계에서 변질·해체되는 일도 드물지는 않다. 
'대중 운동의 해체'는 목표의 대부분을 달성했을 때는 당연하지만 운동이 진행하는 과정에서 내부의 균열이 원인이 되거나 목표의 변경을 위한 재편성이 원인이 되거나 혹은 더욱 큰 운동의 일익으로 편입되거나 하여 해체되는 일도 있다. 상대로부터의 공격이 변질·해체에 강력히 작용한다는 것은 말할 것도 없다. 대중 운동의 특징에서 생각해 본 바와 같이 그 해체는 단체의 해산처럼 분명한 것은 아니다. 운동 참가자가 점차로 고정화하고 감소하여 과거의 참가자가 군중 가운데서 바라보고만 있게 되고 서서히 자취가 사라져 가는 코스를 밟는다. 해체 초기에 일어나기 쉬운 것은 고정화한 소수자가 해체의 원인이나 조건을 충분하게 검토하는 일이 없이 멀어져 가는 사람들에게 적의를 갖고 도의적 퇴폐로서 비난을 쏟는 한편, 점차 고립화되는 불안에서 도피하고 도의적 우월을 과시하기 위해 자기 도취적인 운동에 몰입하는 위험이다.
마지막으로 운동의 정치적 성격에 착안하여 행하는 분류로서 체제 내적 사회 운동·반체제적 사회 운동이 있다. 체제란 말은 여러 가지 의미로 사용되고 있지만, 여기에서 말하는 것은 정치적 지배 체제를 가리킨다. 따라서 자본주의 사회에 관해서 말하면 자본가 계급에 의한 권력의 점유와 그에 의거한 제도·법률·이데올로기 등의 총체를 가리키고 있다. 사회 운동은 본래 반체제적인 것이라는 견해가 유력하고 역사적으로 대부분 반체제적이라는 것은 사실이지만, 체제에 봉사하는 사회 운동의 존재도 무시할 수 없다. 이와 같은 사회 운동은 지배 체제가 안정성을 잃었을 때, 그때까지 써 오던 방법으로는 유지할 수 없는 정치적 지배를 보강하는 것으로 등장하고, 반체제적 사회 운동의 압살을 위한 폭력적 운동인 것이 많다.
근대 국가의 정치 권력은 자본가 계급의 점유 하에 있으면서도 의회 제도 등을 통하여 일정한 '공공성'을 띤 것으로 되어 있기 때문에 권력의 발동·행사는 적법적이어야 하고, 반체제적 사회 운동에 대한 제멋대로의 억압은 장해를 수반하여 오히려 운동을 더욱 강화하게 되는 일도 있다. 이와 같은 경우 체제 내적 사회 운동을 급히 육성하고 그것을 이용하여 반체제적 운동을 압살하는 것이다. 사회 운동자들간의 항쟁과 충돌을 권력은 다치지 않은 채 남겨 두든가, 쌍방을 억압하여 더욱 '공공성'을 강화하는 기회를 만들든가 한다. 또 사회 운동으로서의 특징을 모두 갖추고 있는 것은 아니지만 행정의 말단을 분담하거나 혹은 행사나 집회의 형태를 취하고 행하여지는 체제 옹호적 활동이 존재한다는 것도 알아 둘 필요가 있으며, 프레셔 그룹(pressure group)도 일종의 운동 형태로 활동할 때는 광의의 체제 내적 사회 운동이라고 볼 수 있다.

## 형태
사회 운동은 특수한 예를 제외하면 무력을 사용하여 지배 계급에 대항하는 것은 아니고 언론·시위·불복종 등에 의해서 상대의 양보를 강요하는 것이 보통이지만 그 구체적인 형태는 매우 다양하다. 노동 쟁의에 있어서는 파업·태업 등의 형태가 잘 알려져 있으며 그 중에서도 특히 노동력의 제공을 일체 거부하고 생산을 정체시키는 파업은 '최고 형태'로서 강한 위력을 보이는 것이라고 할 수 있다. 이것은 생산에 있어서 노동이 불가결하다는 것에 근거하고 있고, 노동자가 생산의 참다운 담당자라는 움직일 수 없는 사실을 무기로 하는 것이다.
대중 운동의 형태로서는 집회와 가두 시위가 있다. 이것들은 모두 운동 참가자의 결의를 굳히는 한편 단결이 강함을 보이는 동시에 운동 외에의 호소를 의도하고 있다. 서명 운동, 의회에의 집단 청원 등은 이들의 보조 형태로서 혹은 의회 내의 움직임에 대한 지원·견제로서 채용되기도 한다. 또 서명 운동은 직접 운동에 참가할 수 없는 사람의 지지를 받아 운동의 저변을 확대하기 위한 것이거나 서명을 받는 것을 통하여 자세한 선전 활동을 할 목적으로도 활용된다.
사회 운동의 형태는 본래 목표 달성의 수단이지만 역사적으로 보면 사회 운동이 발전했다는 표지이기도 하다. 그것은 사회 운동에 대한 억압이 가끔 운동 형태의 제한·금지로서 가해지고, 형태의 자유를 획득하는 것 자체가 운동의 과제로 된 사정에 의한 것이다. 예를 들면 노동자의 단결권·쟁의권·단체 교섭권이 법률로 보장되기까지에는 어느 나라에 있어서나 오랜 투쟁을 필요로 하였고, 또 금후에도 항상 권리로서 옹호하는 투쟁이 없다면 보전할 수 없는 것이다. 결사·집회의 자유도 이와 마찬가지이다.
이와 같은 사회 운동의 형태 문제는 운동 내부에도 중요한 영향을 미친다. 운동의 목표를 지지하면서도 형태는 동조하지 않아 결국 운동에의 참가를 거부하는 사람들이 결코 적지 않기 때문이다. 사회 운동의 목표가 높고 보편적인 가치를 가졌을 때(예를 들면 평화)는 형태의 시비가 더욱 전면에 대두되기 쉽고 운동의 발전을 저해하려는 공격도 이 점에 향해진다. 또 목표의 정당성과 참가자의 굳은 결의를 전적으로 첨예한 형태로 표현하려는 경향도 발생한다. 그리고 형태를 둘러싸고 내부에서 분열이 생겨 운동 그 자체를 해체시켜 버리고 마는 일도 있다. 사회 운동의 형태는 그 운동의 계급·계층적 성격이나 존립 조건에 강력히 좌우되고, 또 운동을 둘러싼 전체 사회의 민족적·문화적 전통 등에도 큰 영향을 받는다.

## 정당과 사회운동
사회 운동은 여러 가지 목표를 걸고 여러 계급·계층의 참가에 의해서 행해지지만, 그들의 발전이 어느 단계에 달하면 하나의 질적인 변화를 일으킨다. 그것은 정당의 결성과 그에 의한 사회 운동의 통합·지도이다. 정당은 본래 전문적·직업적 정치 활동가의 집단으로서, 개개의 운동 목표를 초월한 장기적인 목표와 그 실현에 필요한 고도의 조직 이론을 갖추고 있다. 정당은 사회 운동의 주요 세력, 즉 노동자 계급의 선진적 부분과 일부의 인텔리겐치아 등에 의해서 먼저 결성되고 그 자신의 독자적인 활동을 개시하는 동시에 사회 운동의 각 분야에서의 활동에도 힘을 경주한다. 후자의 경우, 정당원은 종래 소속하였던 계급·계층을 떠나는 것이 아니며, 또 직업적 정치활동가가 되어 버리지 않고, 오히려 운동내에 보다 깊이 개입하여 그 운동의 중심적인 활동가가 되는 것이 긴요하다. 그것을 통하여 정당의 정치적·사상적 영향을 넓히고 혹은 새로운 정당원을 획득한다. 정당은 어느 의미에서 특정한 계급·계층을 초월하여 보다 고차적인 이해를 대표하는 것이지만, 그 성립의 유래나 활동의 기반도 사회 운동 가운데 있는 것이기 때문에 이와 같은 활동가에 의해서 발생하는 사회 운동과의 광범하고 강력한 결합이 정당의 건전성을 보장하는 것이 된다. 그러나 동시에 정당 활동이 사회 운동 내에 매몰되어 버려서는 안 된다. 정당의 필요성은 정치 지배가 고도화하는 데서, 개개 사회 운동이 대처할 수 없는 계통적·전체적 활동에 있고, 그와 같은 활동에 의해서 타개된 새로운 국면이 사회 운동의 새로운 발전을 가능하게 하기 때문이다. 이러한 점에서 정당을 얼음을 갈라 수로를 여는 쇄빙선에 비길 수 있고, 또 정당을 전 사회 운동의 지도부·사령부·전위대라고 부르는 일도 있다.
한편 의회 정치의 발달은 이와 같은 사회 운동의 통합적 역할을 담당하는 정당에도 새로운 과제를 가져다 주게 되었다. 그것은 말할 것도 없이 의회에 의원을 보내 의회 내의 일파로서 활동케 하는 것이다. 그러나 의회에 있어서는 다수결의 원리가 적용되고 있기 때문에 의원수의 다소는 회파(會波)로서의 정당 활동 가능성을 크게 좌우하게 되고, 정당을 선거를 위한 또는 의원만의 집단으로 만들어 버리는 일이 있다. 그리고 이와 병행하여 정당은 사회 운동을 선거에 있어서의 득표 수단으로 하고, 마찬가지로 사회 운동도 그 대표자를 의회에 보내는 역할에 스스로를 한정하게 된다. 선거 운동은 법률에서 정한 방법으로 극히 짧은 기간에 하도록 되어 있지만 그것만으로 끝나는 것은 아니다. 대중 사회의 성숙과 정치적인 무관심의 확대는 한정된 방법에 의한 선거 운동의 효과를 저하시키고, 대규모적인 조직적 기반이나 다액의 운동자금을 불가결한 것으로 하기 때문에, 그것들을 제공하는 기능의 사회 운동, 특히 그 최대의 구성 부분인 노동 운동-노동 조합에 맡겨지는 것이다.
정당과 사회 운동이 선거를 중심으로 하여 결합한다는 것은 현대 사회의 중요한 특징이어서, 양자에게 있어서 일찍이 예상할 수 없었던 새로운 과제와 혼란을 제기하는 것이다. 그 한 가지 예로서 정당에 의한 사회 운동의 계열화를 들 수 있다. 사회 운동과 그 참가 집단을 정당의 하부기구화하고 정당이 본래 행해야 할 활동도 이것에 대행시키는 일이 있어 정당과 사회 운동간에 이익의 불일치가 생겼을 때 전자가 후자를 제외하고 관철하는 사태도 일어난다. 이와 같은 경우, 앞에서 말한 사회 운동 내에서 활동하는 정당원의 입장은 매우 복잡하게 되고, 운동 내에서의 고립이나 정당으로부터의 이탈에 이르는 일도 있다. 그러나 어쨌든 정당과 사회 운동의 결합과 정당에 의한 사회 운동의 통합은 현대 정치의 피할 수 없는 조류이고, 금후의 사회 운동의 동향을 생각하는 실마리도 여기에 숨겨져 있다고 말할 수 있다.

## 같이 보기
| - 아큐파이 운동 (국제) - 월 가를 점거하라(OWS) - 반세계화 운동 - 반핵운동 - 반신자유주의(anti-neoliberalism) - 프리캐리티 - 노동운동 - 시민운동 - 통일운동 - 인권운동 | - 민중가요(투쟁가요, 항쟁가요) - 여성운동 - 남성운동 - 참정권 - 독립협회 - 만민공동회 - 신간회 - 근우회 - 공간나눔운동 |